# Le rovine di Isis
Le rovine di Isis (The Ruins of Isis) è il titolo di un romanzo di fantascienza di Marion Zimmer Bradley del 1978.

## Trama
Cinderella/Isis è un piccolo pianeta marginale retto da un matriarcato, dove le donne non solo governano ma hanno addirittura negato agli uomini buona parte dei diritti civili, relegando la metà maschile della popolazione in uno stato di sostanziale, bonaria schiavitù. Le donne costruiscono tra loro legami affettivi ed anche sessuali che durano per la vita; l'accoppiamento coi maschi, fondamentale per non estinguere la specie, è un rito strettamente regolamentato o, al massimo, un capriccio erotico a cui dedicarsi con uomini-giocattolo.
Cinderella/Isis è però anche un luogo chiave per l'archeologia spaziale, dal momento vi si troverebbero le rovine della misteriosa razza che, in tempi remotissimi, colonizzò la galassia: i mitici Costruttori.
Ottenere il permesso di atterrare su questo pianeta non è facile.
Dal e Cendri sono una coppia di giovani studiosi, marito e moglie (lui archeologo, lei antropologa) e hanno deciso che pur di scendere sul pianeta Isis - e avere un'opportunità di ricerca scientifica che non ha confronti nella galassia - sono disposti a molti sacrifici e perfino ad ingannare le autorità locali.
Non tutto si svolge però come nei loro programmi: il matriarcato che governa Isis sembra traballare sempre più da quando si è aperta una lotta per la successione. Cendri è combattuta e attratta da quella che le si rivela un'affascinante società; l'antropologa, inoltre, si trova in più occasioni oggetto di attenzioni lesbiche, in particolare da parte di Laurina, che è letteralmente innamorata di lei. Da qui crisi di gelosia del marito, che nel frattempo trama nell'ombra per spingere i maschi alla ribellione..
Quali misteriose ragioni politiche si nascondono nella missione scientifica di Dal? Quale segreto è tenuto religiosamente nascosto tra le rovine dei "Costruttori"? Nel frattempo il pianeta è scosso da spaventosi terremoti e minaccia di scoppiare una guerra civile. Il lieto fine, che giungerà grazie a un alienus ex machina, porta con sé una morale: solo cooperando su un piano di parità donne e uomini possono costruire una società giusta..

## Ambientazione
Nella trama di Le rovine di Isis il tema dell'esoarcheologia rimane sullo sfondo, per mettere in scena una situazione d'interesse dal punto di vista sociologico, ideologico e psicologico, cioè quella di una immaginaria società dominata dal femminile. Marion Zimmer Bradley pubblicò questo romanzo nell'ultima parte della sua lunga carriera; nelle sue prime opere anticipò molte tematiche che hanno poi caratterizzato il movimento femminista degli anni sessanta, nonché la fantascienza soft e in particolare la corrente New Wave, interessata più agli esseri umani e alla loro interiorità, alle scienze sociali, ai miti e alle religioni, che non all'aspetto strettamente scientifico-tecnologico.

## Edizioni
- Marion Zimmer Bradley, Le rovine di Isis, Fanucci, 1999,  p. 279, ISBN 978-88-347-0645-9.